# HC Lvi Chotěboř
HC Lvi Chotěboř (celým názvem: Hockey Club Lvi Chotěboř) je český klub ledního hokeje, který sídlí v Chotěboři v Kraji Vysočina. Založen byl v roce 1933 pod názvem SK Chotěboř. Svůj současný název nese od roku 2010. Od sezóny 2021/22 působí v Krajské lize Vysočiny, čtvrté české nejvyšší soutěži ledního hokeje. Klubové barvy jsou červená, modrá a bílá.
Své domácí zápasy odehrává na zimním stadionu města Chotěboře s kapacitou 1 200 diváků.

## Historické názvy
Zdroj:
- 1933 – SK Chotěboř (Sportovní klub Chotěboř)
- Spartak Chotěboř
- TJ CHS Chotěboř (Tělovýchovná jednota CHS Chotěboř)
- 1996 – HC Chotěboř (Hockey Club Chotěboř)
- 2010 – HC Lvi Chotěboř (Hockey Club Lvi Chotěboř)

## Přehled ligové účasti
Stručný přehled
Zdroj:
- 1955–1956: Pardubická krajská liga (4. ligová úroveň v Československu)
- 1973–1975: Divize – sk. C (4. ligová úroveň v Československu)
- 1992–1993: Východočeský krajský přebor (4. ligová úroveň v Československu)
- 1993–1994: 2. liga – sk. Východ (3. ligová úroveň v České republice)
- 2001–2002: Východočeský krajský přebor (4. ligová úroveň v České republice)
- 2002–2006: Královéhradecká a Pardubická krajská liga – sk. B (4. ligová úroveň v České republice)
- 2006–2010: Pardubická krajská liga (4. ligová úroveň v České republice)
- 2010–2013: 2. liga – sk. Střed (3. ligová úroveň v České republice)
- 2013–2021 : Pardubická krajská liga (4. ligová úroveň v České republice)
- 2021– : Krajská liga Vysočiny (4. ligová úroveň v České republice)

Jednotlivé ročníky
Zdroj:
Legenda: ZČ - základní část, červené podbarvení - sestup, zelené podbarvení - postup, fialové podbarvení - reorganizace, změna skupiny či soutěže
| Československo (1955 – 1993) |                                                   |           |           |                                                        |                                 |
| Sezóny                       | Soutěž                                            | Úroveň    | ZČ        | Play-off, nadstavba, sk. o udržení...                  | Poznámky                        |
| 1955/56                      | Pardubická krajská liga                           | 4. úroveň |           |                                                        |                                 |
| ...                          |                                                   |           |           |                                                        |                                 |
| 1973/74                      | Divize – sk. C                                    | 4. úroveň | 4. místo  |                                                        |                                 |
| 1974/75                      | Divize – sk. C                                    | 4. úroveň | 4. místo  |                                                        | Po sezóně odstoupení ze soutěže |
| ...                          |                                                   |           |           |                                                        |                                 |
| 1992/93                      | Východočeský krajský přebor                       | 4. úroveň | 1. místo  |                                                        | Postup                          |
| Česko (1993 – )              |                                                   |           |           |                                                        |                                 |
| Sezóny                       | Soutěž                                            | Úroveň    | ZČ        | Play-off, nadstavba, sk. o udržení...                  | Poznámky                        |
| 1993/94                      | 2. liga – sk. Východ                              | 3. úroveň | 15. místo |                                                        | Sestup                          |
| ...                          |                                                   |           |           |                                                        |                                 |
| 2001/02                      | Východočeský krajský přebor                       | 4. úroveň | 1. místo  | Baráž o 2. ligu, 2. kolo – sk. A (3. místo)            | Reorganizace                    |
| 2002/03                      | Královéhradecká a Pardubická krajská liga – sk. B | 4. úroveň | 1. místo  | Vítěz PAR; baráž o 2. ligu - 1. fáze, 1. kolo (prohra) |                                 |
| 2003/04                      | Královéhradecká a Pardubická krajská liga – sk. B | 4. úroveň | 3. místo  | Vítěz PAR; baráž o 2. ligu - 1. fáze, 3. kolo (prohra) |                                 |
| 2004/05                      | Královéhradecká a Pardubická krajská liga – sk. B | 4. úroveň | 1. místo  | Finálová skupina (5. místo)                            |                                 |
| 2005/06                      | Královéhradecká a Pardubická krajská liga – sk. B | 4. úroveň | 1. místo  | Vítěz; baráž o 2. ligu - 1. fáze, 2. kolo (prohra)     | Reorganizace                    |
| 2006/07                      | Pardubická krajská liga                           | 4. úroveň | 1. místo  | Zápas o 3. místo (výhra)                               |                                 |
| 2007/08                      | Pardubická krajská liga                           | 4. úroveň | 6. místo  | Skupina o umístění (6. místo)                          |                                 |
| 2008/09                      | Pardubická krajská liga                           | 4. úroveň | 2. místo  | Zápas o 3. místo (prohra)                              |                                 |
| 2009/10                      | Pardubická krajská liga                           | 4. úroveň | 7. místo  | Zápas o udržení (výhra)                                | Koupě licence od béčka Kadaně   |
| 2010/11                      | 2. liga – sk. Střed                               | 3. úroveň | 10. místo | Ne                                                     | Baráž                           |
| 2011/12                      | 2. liga – sk. Střed                               | 3. úroveň | 10. místo | Ne                                                     |                                 |
| 2012/13                      | 2. liga – sk. Střed                               | 3. úroveň | 10. místo | Ne                                                     | Baráž                           |
| 2013/14                      | Pardubická krajská liga                           | 4. úroveň | 4. místo  | Finále                                                 |                                 |
| 2014/15                      | Pardubická krajská liga                           | 4. úroveň | 9. místo  | O pohár Vladimíra Martince (3. místo)                  |                                 |
| 2015/16                      | Pardubická krajská liga                           | 4. úroveň | 8. místo  | Čtvrtfinále                                            |                                 |
| 2016/17                      | Pardubická krajská liga                           | 4. úroveň | 9. místo  | O pohár Vladimíra Martince (2. místo)                  |                                 |
| 2017/18                      | Pardubická krajská liga                           | 4. úroveň | 5. místo  | Čtvrtfinále                                            |                                 |
| 2018/19                      | Pardubická krajská liga                           | 4. úroveň | 7. místo  | Zápas o 3. místo (prohra)                              |                                 |
| 2019/20                      | Pardubická krajská liga                           | 4. úroveň | 8. místo  | Semifinále                                             |                                 |
| 2020/21                      | Pardubická krajská liga                           | 4. úroveň | –. místo  | sezóna zrušena kvůli pandemii covidu-19                | Přechod do jiného kraje         |
| 2021/22                      | Krajská liga Vysočiny                             | 4. úroveň | 2. místo  | Semifinále                                             |                                 |
| 2022/23                      | Krajská liga Vysočiny                             | 4. úroveň | 2. místo  | Semifinále                                             |                                 |
| 2023/24                      | Krajská liga Vysočiny                             | 4. úroveň | 3. místo  |                                                        |                                 |
| 2024/25                      | Krajská liga Vysočiny                             | 4. úroveň | 1. místo  | Finále                                                 |                                 |